# Smedjebacka

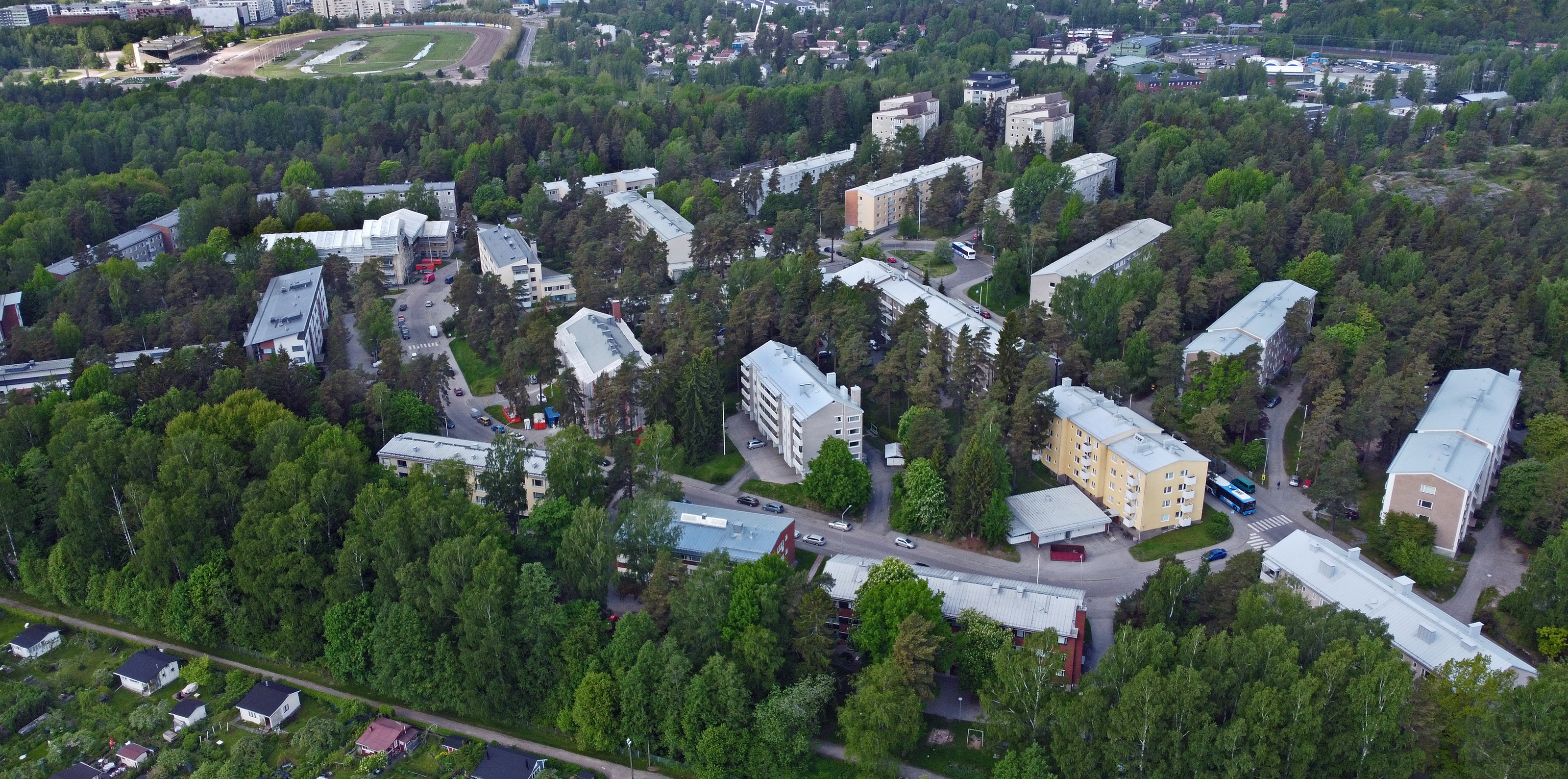
Smedjebacka

Smedjebacka (finska: Pajamäki) är en stadsdel och utgör en del av Sockenbacka distrikt i Helsingfors stad. 
Smedjebacka är ett bostadsområde som ligger mellan Tali friluftsområde och Sockenbacka industriområde. De flesta hus i stadsdelen är höghus byggda för arbetare i Sockenbacka på 1950-talet. Det finns två vägar i det lilla Smedjebacka; Smedjebackavägen och Värmobackavägen. 